# Opatowiec (gmina)
Pour les articles homonymes, voir Opatowiec (homonymie).
Opatowiec est une gmina rurale du powiat de Kazimierza, Sainte-Croix, dans le centre-sud de la Pologne. Son siège est le village d'Opatowiec, qui se situe environ 18 km à l'est de Kazimierza Wielka et 73 km au sud de la capitale régionale Kielce.
La gmina couvre une superficie de 68,41 km2 pour une population de 3 267 habitants (2018).

## Géographie
La gmina inclut les villages de Charbinowice, Chrustowice, Chwalibogowice, Kamienna, Kęsów, Kobiela, Kocina, Kraśniów, Krzczonów, Ksany, Ławy, Mistrzowice, Opatowiec, Podskale, Rogów, Rzemienowice, Senisławice, Trębaczów, Urzuty et Wyszogród.
La gmina borde les gminy de Bejsce, Czarnocin, Gręboszów, Kazimierza Wielka, Koszyce, Nowy Korczyn, Wietrzychowice et Wiślica.